# La Ceinture de chasteté (film, 1967)
Pour les articles homonymes, voir La Ceinture de chasteté.
Pour plus de détails, voir Fiche technique et Distribution.
La Ceinture de chasteté (La cintura di castità) est une comédie érotique italienne adaptée d'une nouvelle du Décaméron, réalisée par Pasquale Festa Campanile et sortie en 1967.

## Synopsis
Un chevalier doit partir aux Croisades contre les Maures sans avoir eu le temps de consommer son mariage avec sa femme. Conformément à la coutume, il lui pose alors une ceinture de chasteté.

## Fiche technique
Sauf indication contraire, les informations mentionnées dans cette section peuvent être confirmées par la base de données cinématographiques IMDb,  présente dans la section « Liens externes ».
- Titre français : La Ceinture de chasteté[1]
- Titre original italien : La cintura di castità[2]
- Réalisation : Pasquale Festa Campanile
- Scénario : Ugo Liberatore, Luigi Magni, Larry Gelbart, Ettore Giannini d'après la nouvelle homonyme du Décaméron de Boccace
- Photographie : Carlo Di Palma
- Montage : Gabrio Astori
- Musique : Riz Ortolani
- Décors : Piero Poletto (it)
- Costumes : Danilo Donati
- Effets spéciaux : Joseph Nathanson, Lamberto Verdenelli
- Trucages : Gianni Amadei, Giannetto De Rossi (it), Giuliano Laurenti (it)
- Production : Francesco Mazzei
- Société de production : Julia Film
- Pays de production :  Italie
- Langue originale : italien
- Format : Couleur par Eastmancolor - 1,85:1 - Son mono - 35 mm
- Durée : 108 minutes (1 h 48[2])
- Genre : Comédie érotique italienne historique[1]
- Dates de sortie :
  - Italie : 26 octobre 1967
  - France : 29 octobre 1969
- Affiche : Raymond Elseviers (Belgique)

## Distribution
- Monica Vitti : Boccadoro
- Tony Curtis : Guerrando
- Hugh Griffith : Ibn-El-Rashid
- John Richardson : Dragone
- Ivo Garrani : Duc Pandolfo
- Nino Castelnuovo : Marculfo
- Francesco Mulè : Rienzi
- Franco Sportelli : Bertuccio
- Gabriella Giorgelli : La femme de Pandolfo
- Umberto Raho : Le moine
- Mimmo Poli : Le bourreau
- Leopoldo Trieste : Le pêcheur
- Milena Vukotic : La dame qui assiste Boccadoro
- Dada Gallotti : La dame de compagnie
- Franco Fantasia : L'écuyer à l'investiture de Guerrando
- Piero Gerlini : Le meunier
- Ugo Adinolfi : L'ami de Guerrando

## Production
Le tournage a débuté à Rome en novembre 1966. Des prises de vues ont également eu lieu autour de Bracciano, particulièrement au château Orsini-Odescalchi (it), ainsi qu'à Viterbe.